# Evangelische Kirche (Trais-Horloff)

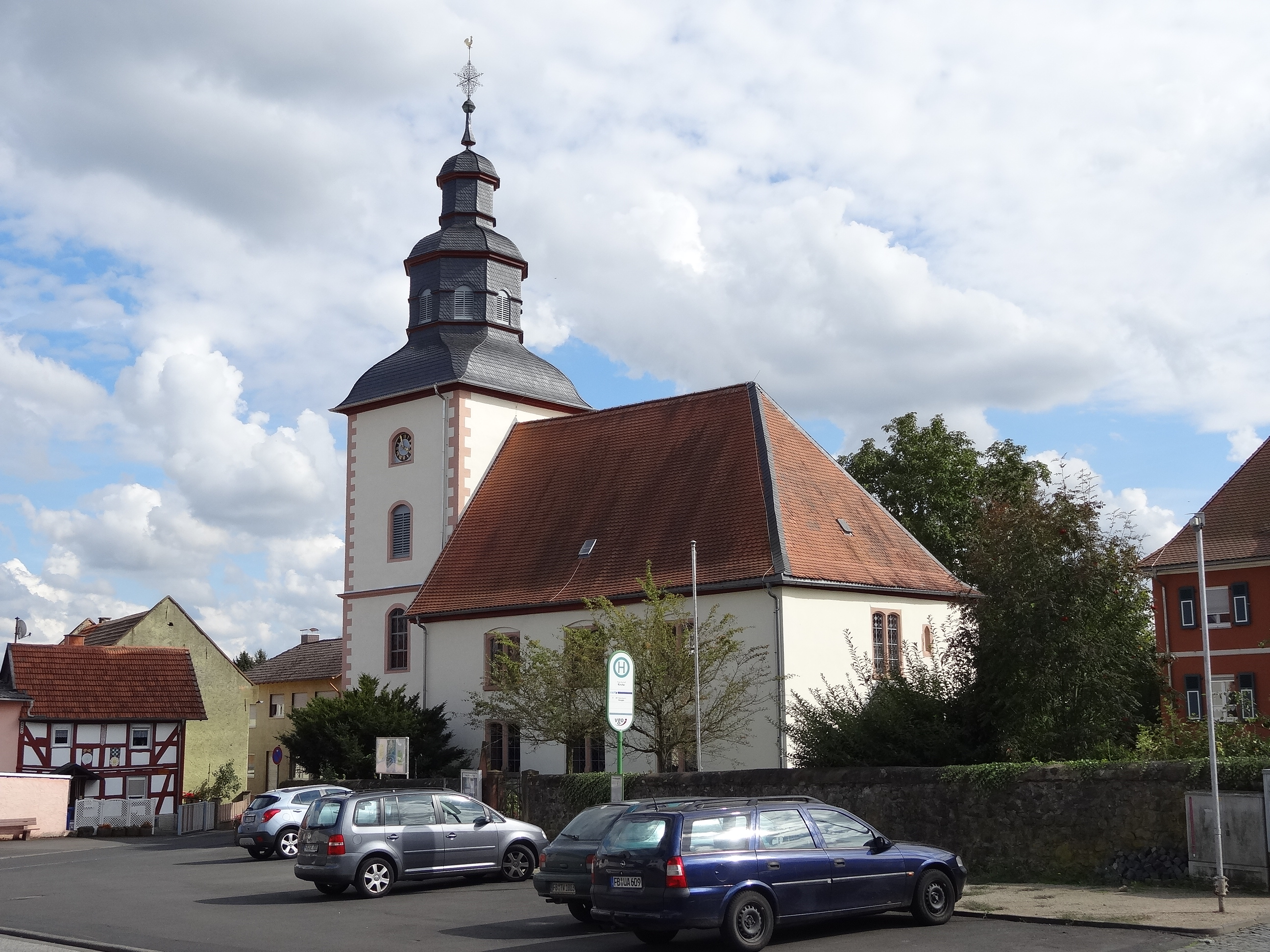
Kirche von Nordwesten

Die Evangelische Kirche in Trais-Horloff, einem Stadtteil von Hungen im Landkreis Gießen (Hessen), besteht aus zwei Baukörpern. Der Chorturm wurde im Jahr 1740 errichtet. Die Saalkirche geht im Kern auf das 14. Jahrhundert zurück, wurde aber mehrfach und eingreifend umgebaut und präsentiert sich architektonisch wenig einheitlich. Die Kirche prägt das Ortsbild und ist hessisches Kulturdenkmal.

## Geschichte

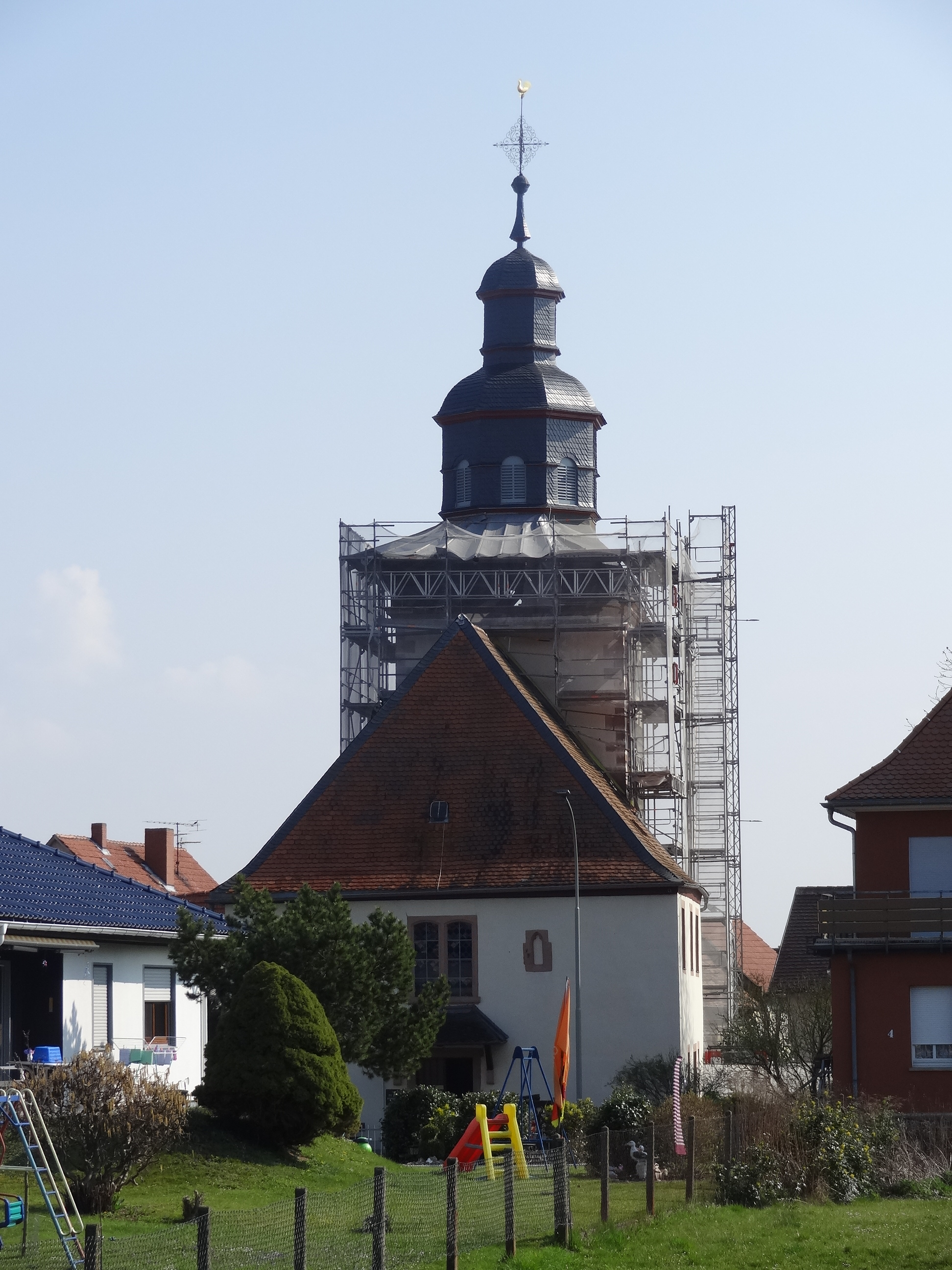
Kirche von Westen

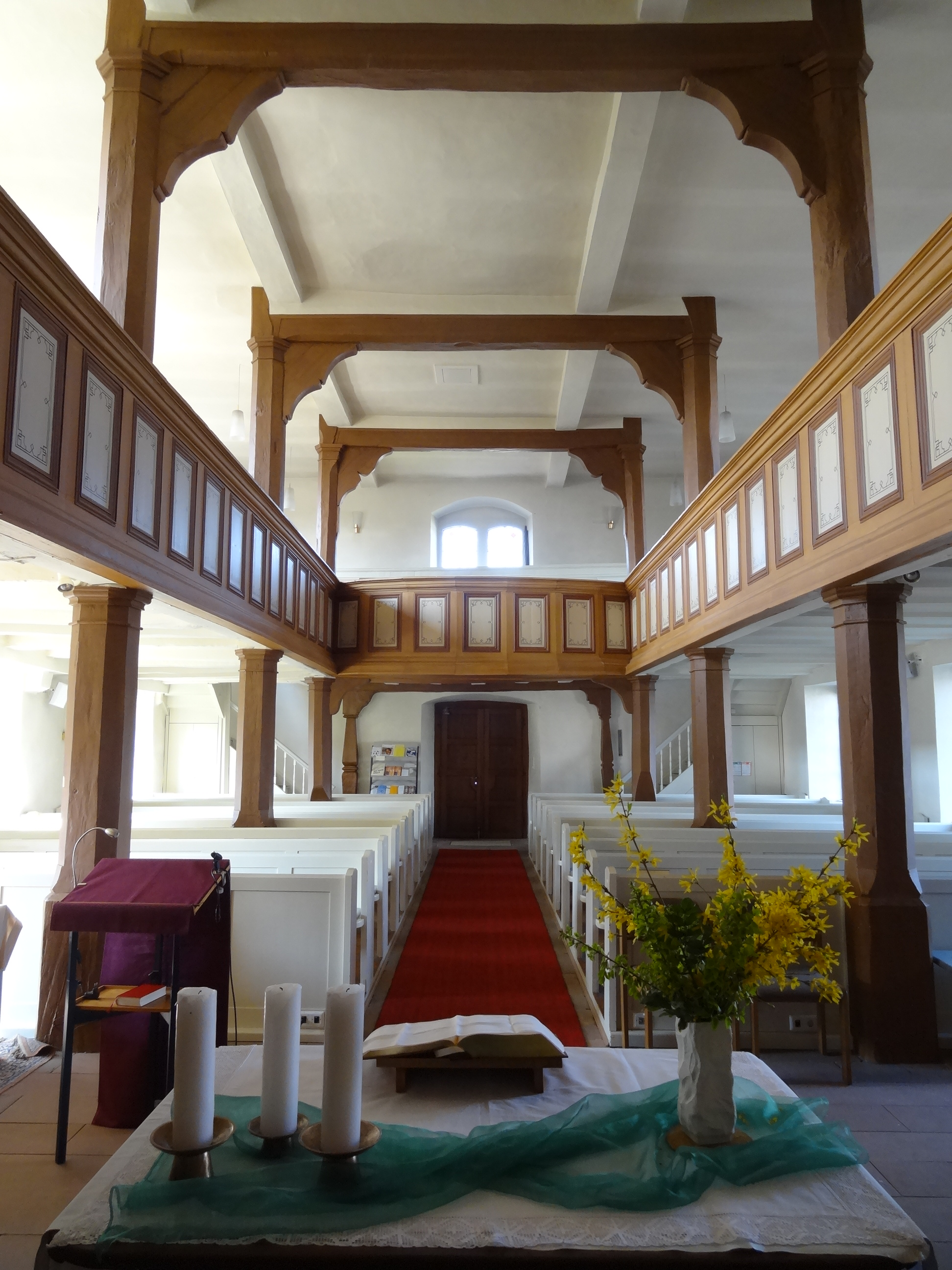
Innenraum mit Blick nach Westen

Eine Kapelle auf dem Grasser Berg, einem Basaltausläufer des Vogelsbergs, ist urkundlich („ecclesia Hornufa“) und archäologisch nachgewiesen. Der iro-schottische Abt Beatus von Honau übertrug sie im Jahr 778 seinem Kloster Honau. Sie ist nicht identisch mit der Horloffer Kirche. Das Dorf Horloff („villa Hornuffa“) wird erstmals 780 in einer Schenkungsurkunde aus dem Lorscher Codex erwähnt.
Für das Jahr 1263 sind ein Pleban und eine Kapelle in Trais-Horloff nachgewiesen. Über die mittelalterliche Kapelle ist wenig bekannt. Sie war ursprünglich so breit wie der Chor (6 Meter) und 12,50 Meter lang. Möglicherweise wurde sie im 11. oder 12. Jahrhundert errichtet. In kirchlicher Hinsicht gehörte sie wahrscheinlich zum Archidiakonat Wetterau von St. Maria ad Gradus im Erzbistum Mainz. Bereits in vorreformatorischer Zeit war die Kirche Pfarrkirche und waren die Orte Inheiden und Utphe Filialen.
Mit Einführung der Reformation (nach 1544) wechselte der Ort zum protestantischen Bekenntnis. Als erster evangelischer Pfarrer wirkte hier Ludwig Mesomylius (Mittelmüller) bis zum Jahr 1585. Ihm folgte Johannes Coberus von Sonnewalde (1585–1599). Er gehörte zu den Schülern der 1555 gegründeten Laubacher Lateinschule. Bevor er das Amt des Pfarrers in Trais-Horloff übernahm, war er Diakon in Laubach (1581–1584). Sein Nachfolger Georg Wild verstarb bereits 1599. Philipp Pistorius von Laubach (1599–1608) war zuvor zweiter Lehrer an der Lateinschule in Laubach (1592–1599). Pfarrer Johannes Velten (Valentini) (* um 1580 in Großen-Linden; † 13. August 1611 in Trais-Horloff) starb im Alter von 31 Jahren.
Im Jahr 1730 wurde das Schiff nach Norden durch eine Fachwerkwand erweitert und mit einem Dachreiter versehen. Die Kirche erhielt neue Emporen und ein neues Gestühl. Von etwa 1735 bis 1740 wurde der alte Chor in den heutigen Turm umgebaut. Die Orgelempore samt Orgel wurde 1776 eingebaut. Die Süd- und Westwand wurden 1822 saniert und 1869 die Nordwand in massiver Bauweise aufgeführt, da die Wand aus Holz und Lehm nach außen gedrückt wurde. In diesem Zuge wurde der Treppenaufgang an der westlichen Außenseite abgerissen und stattdessen Innentreppen für die Emporen eingebaut. Ein neuer Altar wurde angeschafft und zwischen Schiff und Chorraum eine Mauer eingezogen. Die Wiedereinweihung fand am 24. Oktober 1869 in Anwesenheit von Graf Otto zu Solms-Laubach und seines Sohnes statt.
Die Helmhaube wurde im Jahr 1903 erneuert. Brände im Jahr 1921 und 1925 konnten in den Anfängen erstickt werden. Am 27. Februar 1927 richtete ein Blitzschlag in den Turm erheblichen Schaden am Dach und an der Orgel an. Im Jahr 1960 wurde der Innenraum eingreifend neu gestaltet. Die Kirche erhielt einen neuen Altar, Fußboden, Lampen, neues Gestühl und eine neue Heizung. Die Fenster wurden neu bleiverglast. Die Einweihung fand am 26. Februar 1961 statt.
Die evangelisch-lutherische Kirchengemeinde umfasst die Ortschaften Trais-Horloff, Inheiden und Utphe. Sie gehört zum Dekanat Gießener Land in der Propstei Oberhessen zur Evangelischen Kirche in Hessen und Nassau.

## Architektur

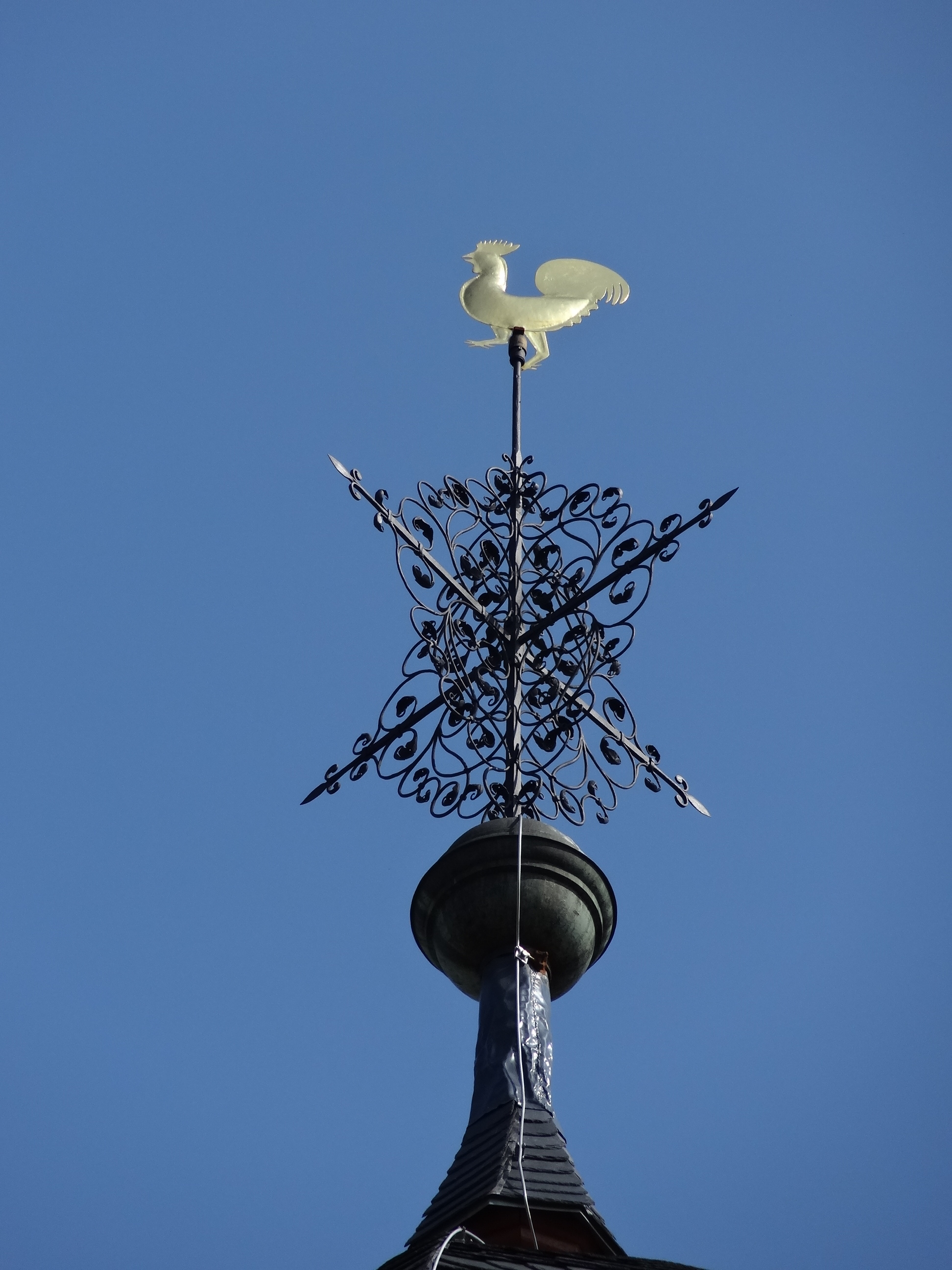
Turmbekrönung

Der annähernd geostete Bau am ursprünglichen Westrand des alten Dorfes wird an drei Seiten von einem ummauerten Friedhof umgeben. Älteste Teile sind der Rest eines mittelalterlichen Sockelprofils an der Südwand und ein kleines, wieder freigelegtes gotisches Fenster in der westlichen Giebelwand. Der rechteckige Saalbau wird von einem Walmdach abgeschlossen. Je sechs Stichbogenfenster, die in zwei Ebenen angeordnet sind, belichten den Innenraum. Ein weiteres ist über dem Vordach des Westportals angebracht. Seit den Umbauten im 19. Jahrhundert sind die Fenster an der Nord- und Westseite zweiteilig und mit Sandsteingewänden, an der Südseite einteilig gestaltet.
Der mächtige Ostturm auf quadratischem Grundriss wird durch ein Gesims in zwei Geschosse gegliedert. Er weist Eckquaderung auf und hat im Untergeschoss an der Nord- und Südseite zwei und über dem Ostportal ein Stichbogenfenster. Das Obergeschoss hat an den drei freistehenden Seiten je eine Schallarkade mit Stichbogen, über der die Zifferblätter der Uhr angebracht sind. Ein geschweiftes Pultdach leitet vom kubusförmigen, gemauerten Turmschaft zum verschieferten Helmaufbau über. Die zweigeschossige Schieferhaube wird von einem Turmknopf mit schmiedeeisernem Kreuz und Wetterhahn bekrönt.

## Ausstattung

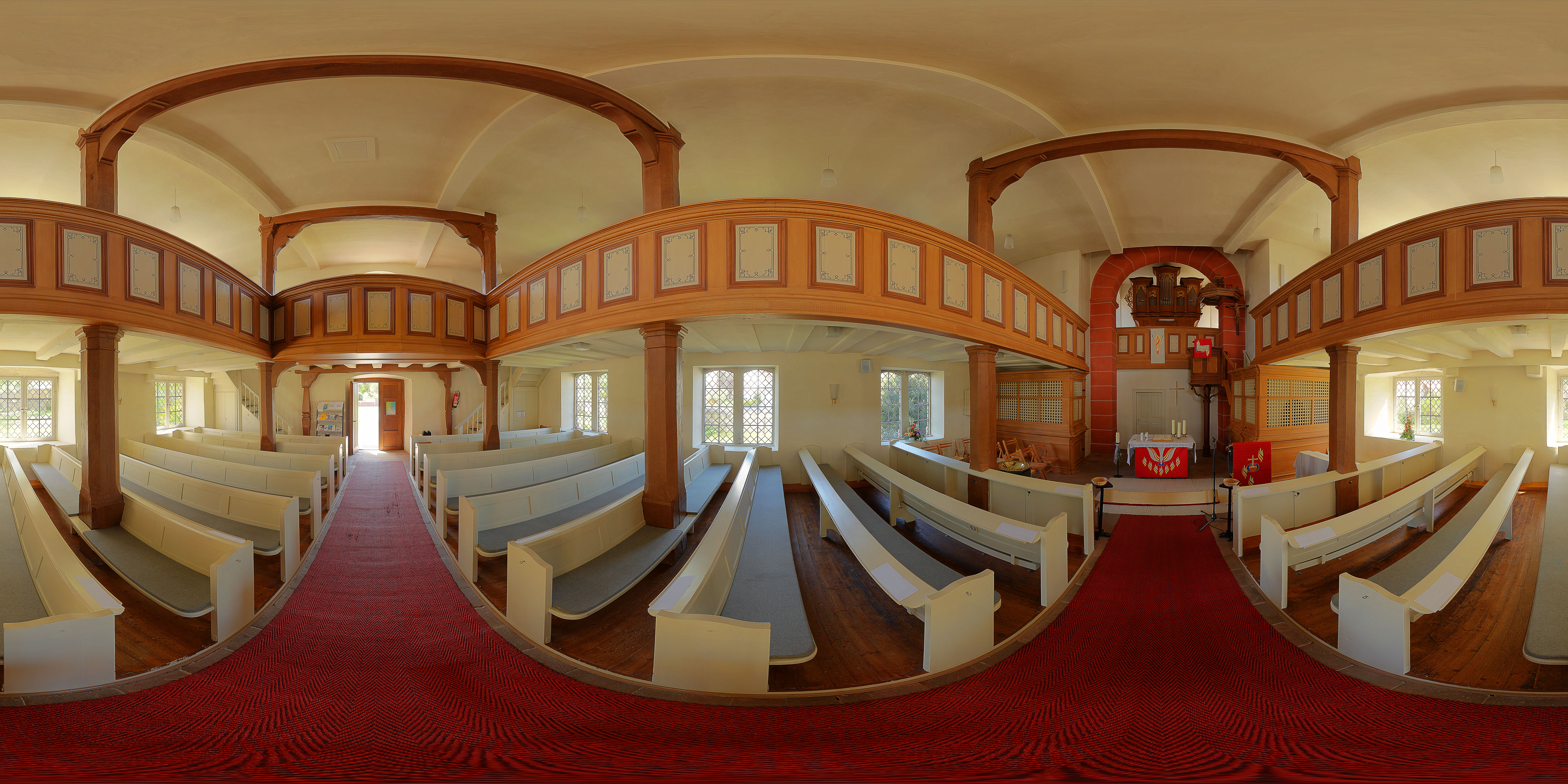
Panoramafoto vom Innenraum

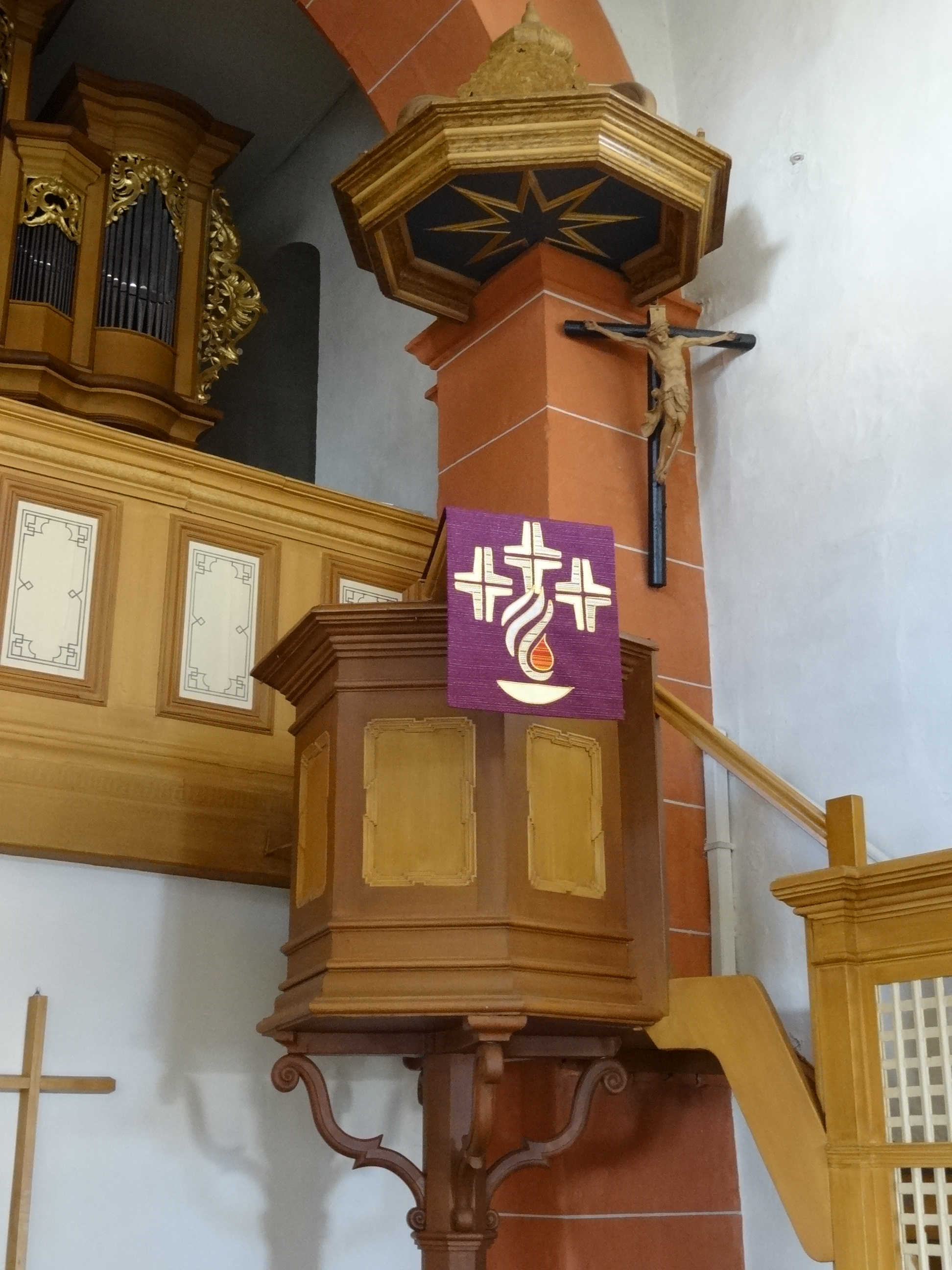
Barockkanzel

Der Innenraum des Schiffs wird von einer flachen Decke mit zwei Längsunterzügen abgeschlossen. Sie ruhen auf drei Querbalken, die von sechs achteckigen Holzpfosten gestützt werden. Die Pfosten beziehen die dreiseitig umlaufende Empore mit ein. Die Brüstung hat kassettierte Füllungen, die mit einem ornamentierten Rahmen bemalt sind. Ein rundbogiger Triumphbogen mit auskragenden Kämpferplatten (Karnies) öffnet den Chorraum zum Schiff. Das Turmuntergeschoss ist zum Schiff hin jedoch durch eine Holzwand mit Tür abgetrennt. Im Turmobergeschoss ist hinter einer Brüstung die Orgel auf der Mittelachse aufgestellt.
Die polygonale Kanzel mit achteckigem Schalldeckel datiert aus dem 17. oder Anfang des 18. Jahrhunderts und ist an der Südecke des Triumphbogens aufgestellt. Das hölzerne Kruzifix links der Kanzel stammt aus spätgotischer Zeit. Der Altar wird von zwei hölzernen Stühlen mit durchbrochenem Gitterwerk flankiert. Das schlichte hölzerne Kirchengestühl lässt einen Mittelgang frei.

## Orgel

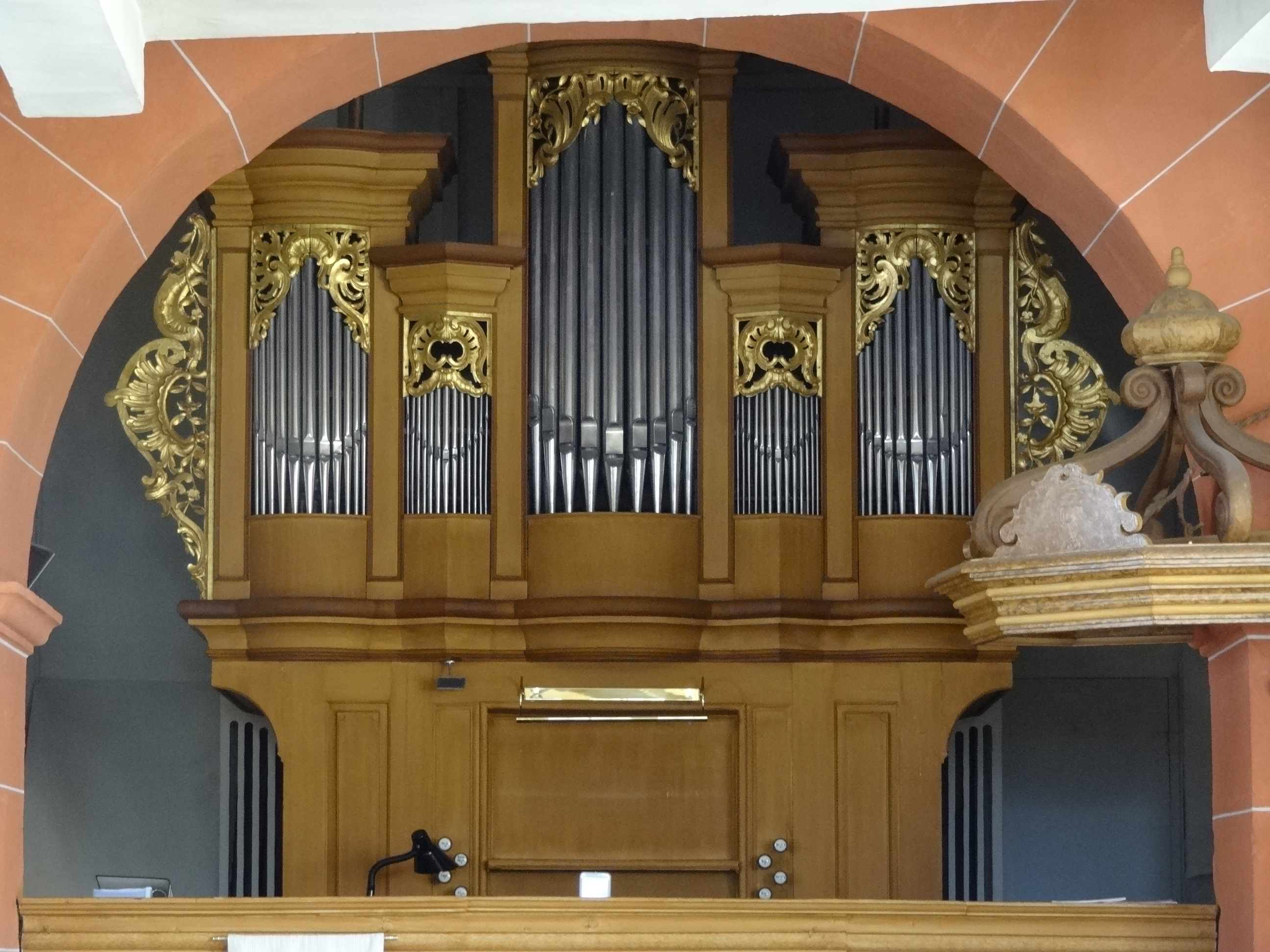
Orgel von 1776

Die einmanualige Orgel wurde 1776 mit 13 Registern anstelle eines abgängigen Vorgängerinstruments gebaut. Als Orgelbauer werden Johann Andreas Heinemann oder Johann Friedrich Syer angenommen. Im Laufe der Zeit fanden verschiedene Änderungen der Disposition statt. Im Jahr 1842 reparierte Johann Georg Förster, 1864 Adam Karl Bernhard das Werk. Der Prospekt ist nach dem „mitteldeutschen Normaltyp“ aufgebaut: Der überhöhte Mittelturm und die zwei Außentürme werden durch Pfeifenflachfelder verbunden. Im Jahr 1963/64 fand eine Restaurierung durch die Firma Förster & Nicolaus statt. Auf einer freien Schleife wurde eine Vox humana ergänzt. Das Instrument verfügt seitdem über elf Register, die auf ein Manual und Pedal verteilt sind, mit insgesamt etwa 950 Pfeifen. Die Disposition lautet wie folgt:
| Manual C–e3 |       |
| Gedackt     | 8′    |
| Gamba       | 8′    |
| Quintatön   | 8′    |
| Principal   | 4′    |
| Gedackt     | 4′    |
| Quinta      | 3′    |
| Octav       | 2′    |
| Mixtur III  | 1 ⁄3′ |
| Vox humana  | 8′    |

| Pedal C–c1 |     |
| Subbaß     | 16′ |
| Violon     | 8′  |

- Koppeln: I/P

## Glocken
Der Turm beherbergt ein Dreiergeläut. Eine von Philipp Henrich Bach 1858 umgegossene Glocke wurde 1917 für die Rüstung abgeliefert. Zwei Glocken von 1738 (von Philipp Schweitzer, 0,68 Meter Durchmesser) und von 1762 (Johann Philipp Bach, 0,57 Meter Durchmesser) wurden 1929 eingeschmolzen, nachdem eine der beiden gesprungen war. Die Glockengießerei Rincker goss drei neue Glocken. Die beiden größeren Glocken mussten im Zweiten Weltkrieg abgeliefert werden und wurden 1954 durch Rincker mit denselben Inschriften und Tonhöhen nachgegossen. Sie erklingen im Te Deum-Motiv.
| Nr. | Gussjahr | Gießer, Gussort     | Durchmesser (mm) | Schlagton | Inschrift                                                                 |
| 1   | 1954     | Gebr. Rincker, Sinn | 402              | b1        | „Den für das Vaterland Gefallenen: Ich gab mein Erz, sie gaben ihr Herz.“ |
| 2   | 1954     | Gebr. Rincker, Sinn | 258              | des1      | „Ehre sei Gott in der Höhe“                                               |
| 3   | 1930     | Gebr. Rincker, Sinn | 178              | es1       | „Bete und arbeite.“                                                       |